# Dalbergia horrida
Dalbergia horrida là một loài thực vật có hoa trong họ Đậu. Loài này được (Dennst.) Mabb. miêu tả khoa học đầu tiên.

## Hình ảnh

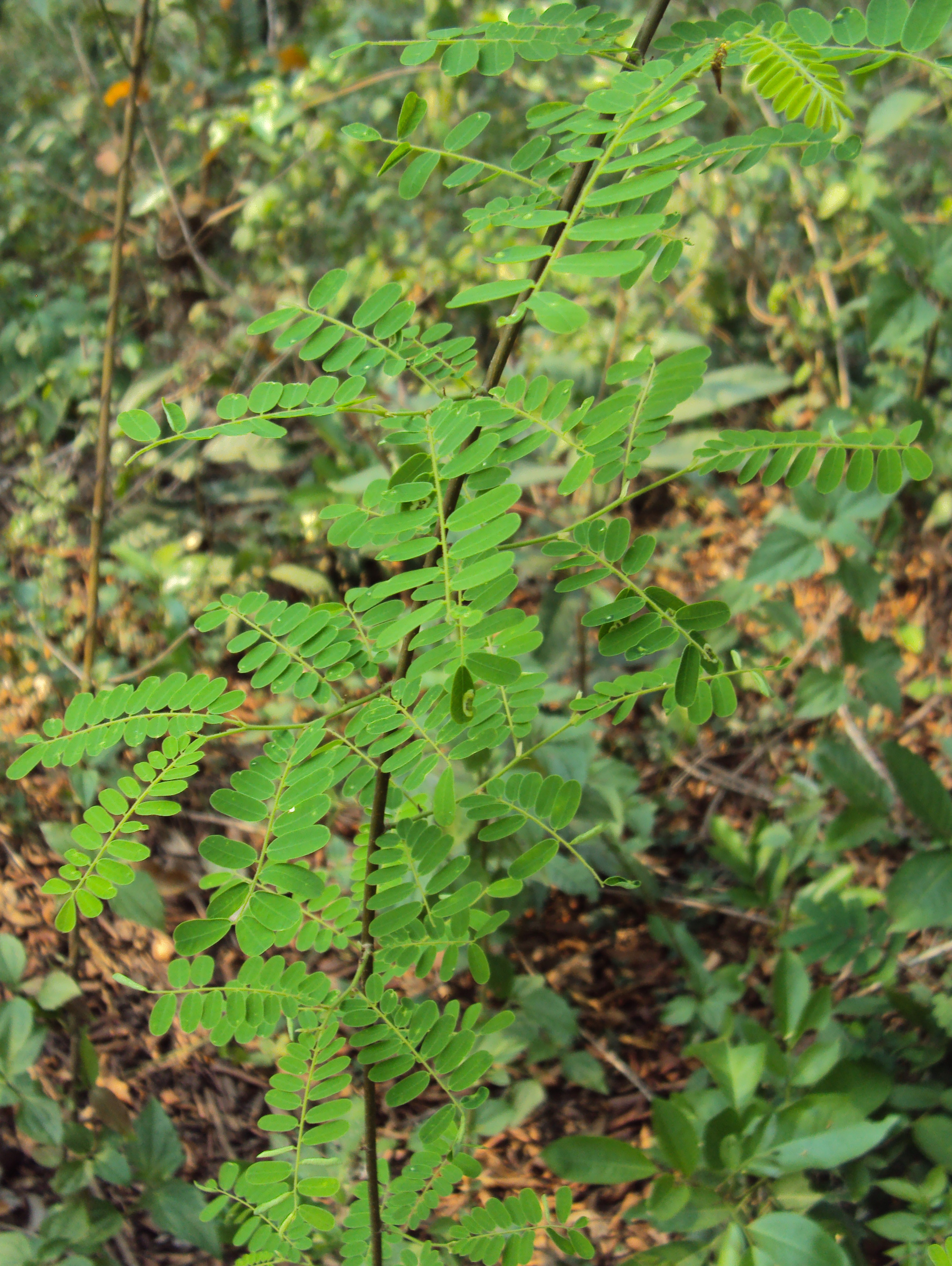
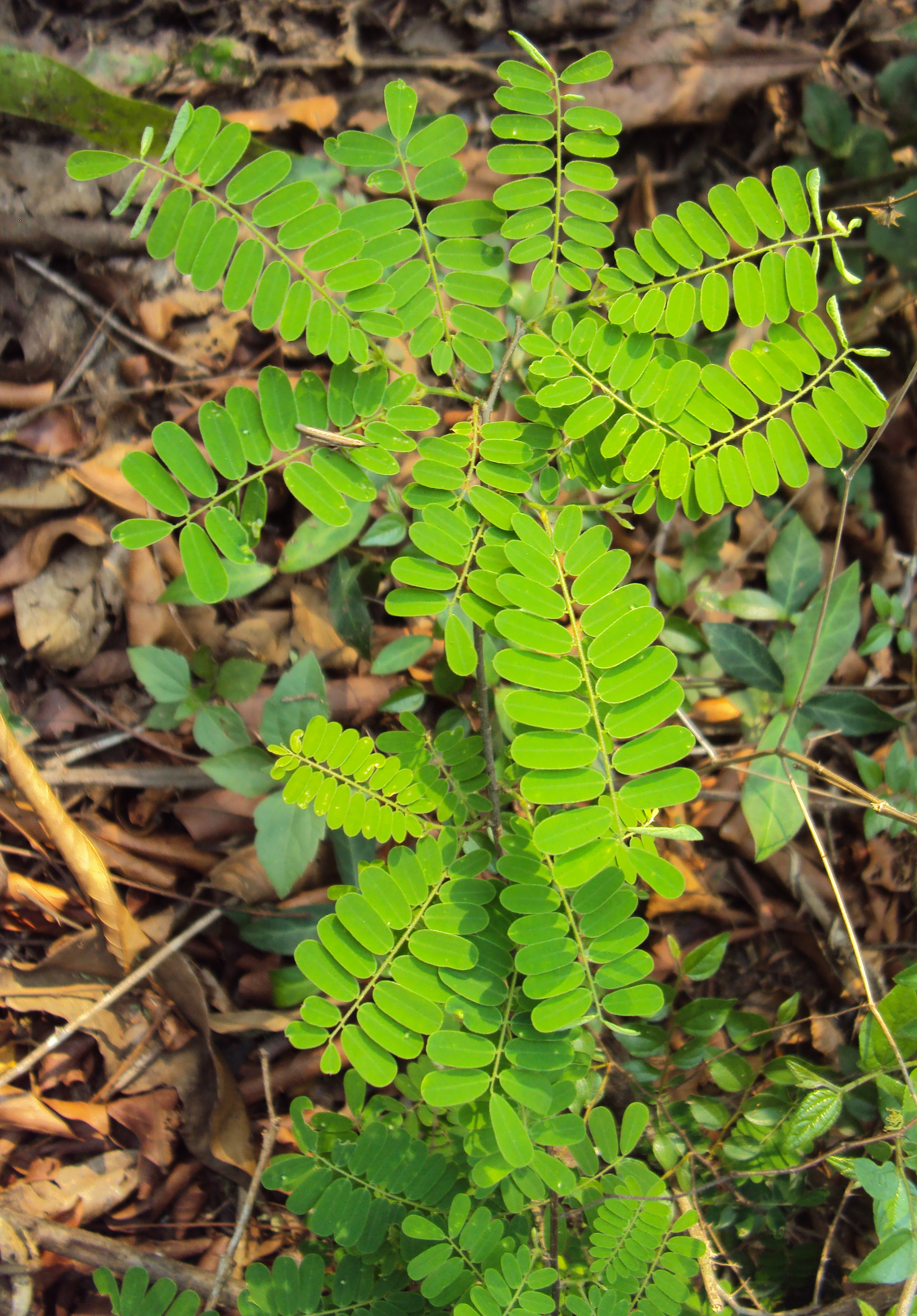